# ホニー・ロドリゲス
ホニー（Jony）ことホナタン・ロドリゲス・メネンデス（スペイン語: Jonathan Rodríguez Menéndez、1991年7月9日 - ）は、スペイン・アストゥリアス州カンガス・デル・ナルセアのサッカー選手。FCカルタヘナ所属。ポジションはMF。

## クラブ歴
FCバルセロナで下部組織を卒業し、下部組織時代にも在籍経験のあるレアル・オビエドで選手となった。初出場はテルセーラ・ディビシオンに所属するBチームであった。
2011年6月にセグンダ・ディビシオンBのマリノ・デ・ルアンコに移籍。その後は同リーグのヘタフェCF B、レアル・アビレス、スポルティング・デ・ヒホンBに在籍した。
2013年夏に加入したスポルティング・ヒホンBで2014年5月7日にプロ契約を締結、つまりスポルティング・デ・ヒホンのトップチームに昇格した。プロ初出場はこの三日後のセグンダ・ディビシオンの一戦となった。2014-15シーズンは41試合7得点の活躍、不動のスターティングメンバーとして3年ぶりのプリメーラ・ディビシオン復帰の原動力となった。トップリーグ初出場は2015年8月23日、レアル・マドリードとの一戦となりこのホームゲームは0-0の引分に終わった。9月23日にプリメーラ初得点を記録したがこの試合は敗れた。
2016年6月23日に4年契約でマラガCFに移籍。2018年1月12日には半年の期限つき移籍でスポルティング・ヒホンに戻った。3月にセグンダ・ディビシオンの月間最優秀選手に選ばれた。
2018年6月17日、デポルティーボ・アラベスにレンタル移籍することが発表された。
2019年7月23日、SSラツィオと4年契約を締結した。
2020年9月20日、CAオサスナに1シーズンのレンタル移籍が発表された。契約には500万ユーロの買取オプションが含まれている。
2022年1月30日、2021-22シーズン終了までスポルティング・デ・ヒホンまでレンタル移籍をした。シーズン終了後の2022年7月28日、再び同クラブにレンタル移籍することが決定した。
2023年9月1日、FCカルタヘナに1年契約で移籍した。